# اینترفرون نوع ۲

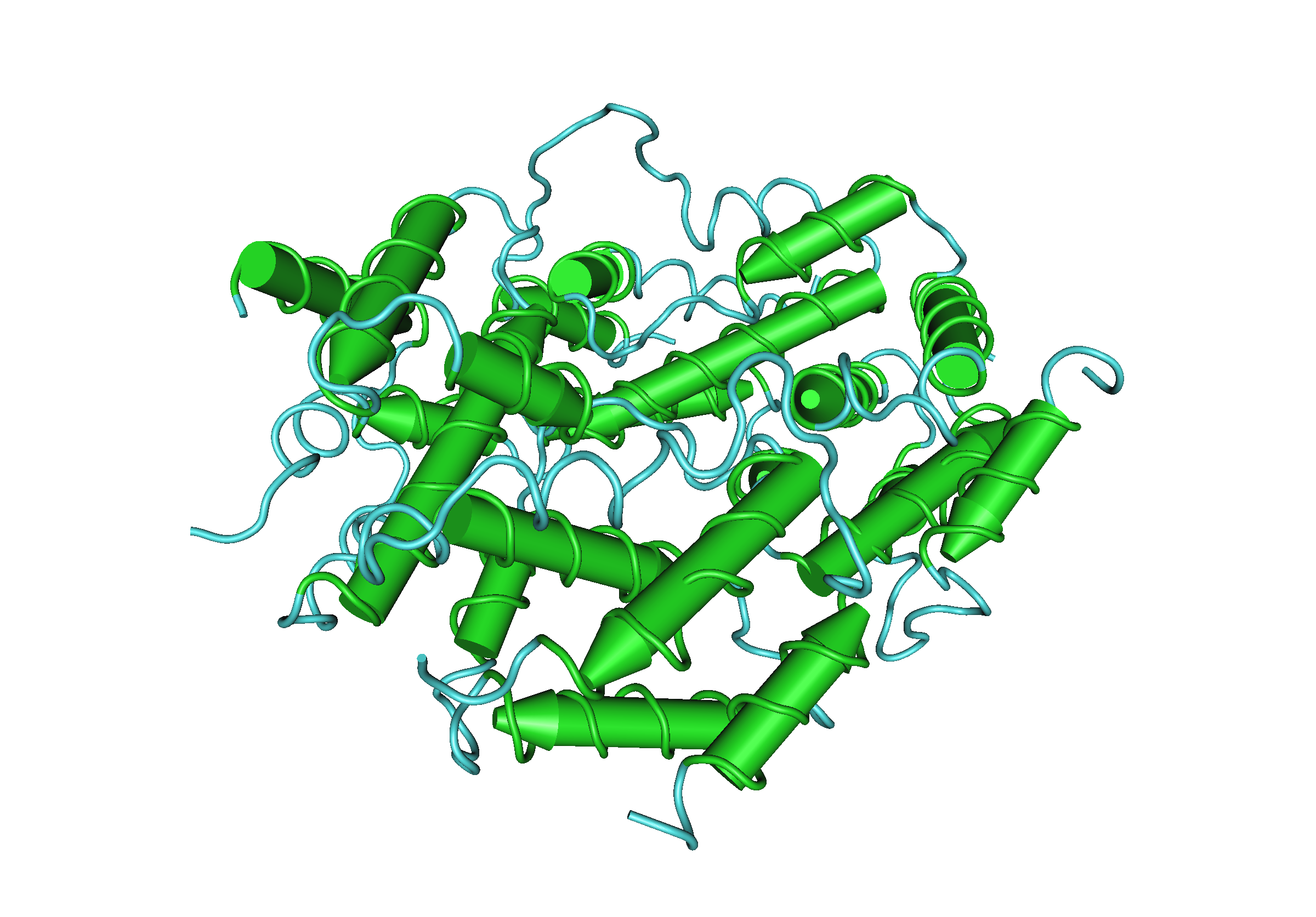
ساختار سه‌بعدی اینترفرون گاما.

اینترفرون نوع ۲ (انگلیسی: Interferon type II) زیرگروه از خانوادهٔ اینترفرون‌هاست که تنها یک عضو دارد: اینترفرون گاما (IFN-γ). فرم بالغ این اینترفرون، یک هومودایمر غیرموازی است که به «گیرندهٔ اینترفرون گاما» (IFNGR) متصل می‌شود. این گیرنده از دو زیرواحد ساختمانی به نام‌های «IFNGR1» و «IFNGR2» تشکیل شده‌است.
اینترفرون گاما در تنظیم پاسخ‌های سیستم ایمنی و التهاب نقش دارد. در انسان تنها یک نوع اینترفرون گاما وجود دارد و آن هم توسط سلول کشنده طبیعی و لنفوسیت تی ترشح می‌شود. اینترفرون گاما تاحدودی فعالیت ضد ویروسی و ضد سرطانی هم دارد، اما این دو خاصیت اخیرش، چندان قوی نیستند. با این‌حال، اینترفرون گاما، فعالیت اینترون‌های نوع ۱ را تشدید می‌کند. لنفوسیت‌های تی کمک‌کننده نوع ۱ (Th1) با ترشح اینترفرون گاما، گلبول‌های سفید را به ناحیهٔ عفونت جلب می‌کنند و باعث بروز التهاب می‌شوند. این اینترفرون همچنین ماکروفاژها را فعال می‌کند و کشته‌شدن باکتری‌های به‌دام‌افتاده را سبب می‌شود. اینترفرون گامای آزادشده از لنفوسیت‌های تی کمک‌کننده نوع ۱ (Th1) در تنظیم پاسخ ایمنی توسط لنفوسیت‌های تی کمک‌کننده نوع ۲ (Th2) هم نقش دارد. به‌دلیل نقش مهم این اینترفرون در دستگاه ایمنی، تولید آن ممکن است گاهی منجر به بروز بیماری خودایمنی شود.
هومولوگ‌های اینترفرون گاما در ماهی‌های متعلق به فروردهٔ پیوسته‌استخوانان، پرندگان و قورباغه‌ها هم وجود دارد. در نتیجه به عنوانِ مثال، ماهیان استخوانی و چهاراندامان نیز احتمالاً ژن کدکنندهٔ اینترفرون گاما را دارا هستند.